# Julia Minor (sestra Caesara)
Julia Minor (101 př. n. l. – 51 př. n. l.) se narodila jako mladší ze dvou dcer Gaia Julia Caesara a Aurelie Cotty. Nejznámější je jako sestra římského diktátora Julia Caesara a babička Augusta.

## Rodina
Julia se narodila a vyrůstala v Římě. Není známo, zda proti Publiu Clodiu Pulcherovi svědčila ona nebo její starší sestra. Caesarova manželka Pompeia dobrovolně pořádala v domě slavnost Bona Dea, kterou měli muži zakázáno navštěvovat. Během slavnosti vstoupil Clodius do Caesarova domu, převlečen za ženu, údajně aby svedl Pompeiu. Ačkoli byl Clodius zproštěn viny, incident vedl Caesara, tehdy ještě Pontifex maxima, k rozvodu s Pompeiou.

## Manželství a potomci
Julia Minor se provdala za Marka Atia Balba, praetora a komisaře, který pocházel ze senátorské rodiny plebejského postavení. Julia porodila tři (nebo dvě) dcery. Druhá dcera, známá jako Atia Balba Caesonia, byla matkou Octavie Minor (čtvrtá manželka triumvira Marka Antonia) a prvního císaře Augusta. Atiina sestra Atia Balba Prima (nebo Atia Balba Tertia) byla manželkou Lucia Marcia Philippa. Třetí dcera Marcia se později provdala za Paulla Fabia Maxima, s nímž měla syna Paulla Fabia Persica. Fabia Numantina byla buď Marciinou dcerou s Maximem nebo dcerou jeho bratra Africana Fabia Maxima.
Další Atia, která mohla být Juliinou dcerou nebo dcerou jejího manžela se ženou jménem Claudia, se provdala za Gaia Junia Silana. Jejich syn, také Gaius Junius Silanus, se stal v roce 10 n. l. konzulem. Jeho syny byli Appius Junius Silanus, konzul v roce 28, Decimus Junius Silanus, který se podílel na hanbě Julie Minor (vnučka císaře Augusta), a Marcus Junius Silanus, consul suffectus v roce 15.

## Úmrtí
Marcus Atius Balbus zemřel v roce 52 př. n. l. a Julia jej následovala o rok později.